# Madeleine Lamberet
Pour les articles homonymes, voir Lamberet.
Madeleine Lamberet est une artiste peintre, graveuse, dessinatrice et professeure de dessin française, née le 6 mars 1908 à Villeneuve-Saint-Georges, et morte à Paris dans son atelier de la Cité des fusains le 9 mai 1999. Durant la guerre d'Espagne, elle rejoint les militants anarchistes avec sa sœur Renée.

## Biographie

### Jeunesse et formation
Madeleine Suzanne Jacqueline Lamberet est la fille de François Constant Amédée Lamberet et de Florence Marie Adolphine Lesne. Elle est née dans une famille éclairée — son arrière-grand-père est le député et agronome Pierre Joigneaux — elle est encouragée jeune à peindre et dessiner, à l’instar de sa sœur de dix ans son ainée, Marthe Lamberet. Comme cette dernière, elle étudie à l’École des Arts décoratifs, avec une spécialité en gravure. Les deux sœurs s’y lient d’amitié notamment avec Vige Langevin et Paule Marrot.

### Carrière d'artiste

#### Gravure et peinture
En 1925, elle fait un stage chez le graveur Émile Wery, sur les conseils d’Augustin Hanicotte et Gaspard Maillol.
Elle illustre quelques ouvrages, participe à des concours, comme le Prix Claraz pour favoriser l'illustration des livres en France qui lui attribue une prime en 1927. Encouragée par Wery à faire des albums pour la jeunesse, elle publie en 1932 l’album Sept images à colorier aux éditions de la Comédie humaine.
Dès la fin des années 1920, tout en préparant le concours pour devenir professeure de dessin de la Ville de Paris, Madeleine Lamberet commence à exposer peintures et gravures au Salon d’Automne (de 1929 à la fin des années 1940), avec la Société des artistes décorateurs, avec le Groupe des artistes de ce temps (le critique d'art Raymond Escholier, dans un article relatant une exposition de ce groupe au Petit Palais y notera « D'excellents dessins, solides et subtils, de Madeleine Lamberet »), au Salon des Surindépendants, au Salon de l'Union des femmes peintres et sculpteurs, à la galerie Allard.
En 1934, elle postule au Prix Blumenthal de la Fondation américaine pour la pensée et l'art français. Après avoir recueilli lors des délibérations la moitié des votants, elle n'obtiendra finalement qu'une mention. Elle attribue ce semi-échec à la difficulté pour les femmes artistes à entrer dans les cercles professionnels.
Paul Signac dira d'elle, dans une lettre de recommandation : « Je suis sûr que vous aurez plaisir à regarder ses œuvres  - vivantes, pleines d'accords et d'harmonie. Je n'y vois aucune fausse note - ni aucun escamotage. »

#### Conceptrice de marionnettes
Au début des années 1930, elle rencontre Marcel Temporal (de), dit « Tempo », marionnettiste et fondateur des Compagnons de la marionnette. Elle conçoit alors des marionnettes ou castelets, ou peint des scènes de marionnettistes en action, qu’elle présente dans diverses expositions telles que l’exposition « L’Art pour l’enfant » au musée Galliera en 1931, l’exposition « La Marionnette et la danse » aux Archives internationales de la danse en 1934, l’exposition internationale des arts et des techniques dans la vie moderne de Paris (sections IX et XII) en 1937, l’exposition « La Marionnette en France et à l'étranger » au musée Galliera en 1939.

### Espagne et anarchisme
Voyageuse, en famille et plus particulièrement avec sa sœur Renée Lamberet, elle va régulièrement dès les années 1920 dans le Roussillon, en Andorre et en Espagne, comme en témoigne une série de photographies faites après guerre conservées sur le site du patrimoine numérisé de l'université de Perpignan. Elle acquiert en 1965 une maison dans le village d’Eus, à côté de Prades, Pyrénées-Orientales.
L’été 1936, au début du coup d'État militaire en Espagne, elle passe la frontière à La Seu d'Urgell. Commence alors un long compagnonnage avec le milieu anarchiste. Durant ce séjour et lors d’autres séjours en Catalogne de 1936 à 1939, sa sœur Renée, professeure agrégée d’histoire, collecte des documents, tandis que Madeleine Lamberet témoigne en dessinant. Ses croquis sur le vif de militants, de lieux occupés, de scènes de vie, donneront lieu en 1998 à une exposition à l’espace Louise-Michel à Paris.

### Après-guerre et dernières années
Après-guerre, elle consacre essentiellement son temps à sa fonction de professeure de dessin et à son activité militante. Cependant elle continue d’illustrer en gravure de nombreux livres de militants anarchistes, écrivains, poètes ou activistes, comme Federico Urales ou Roldán, imprimés le plus souvent par l’imprimerie des Gondoles, coopérative fondée par des exilés espagnols à Choisy-le-Roi.
Elle meurt le 9 mai 1999 à Paris et est incinérée le 14 mai.